# Watt en Halfwatt

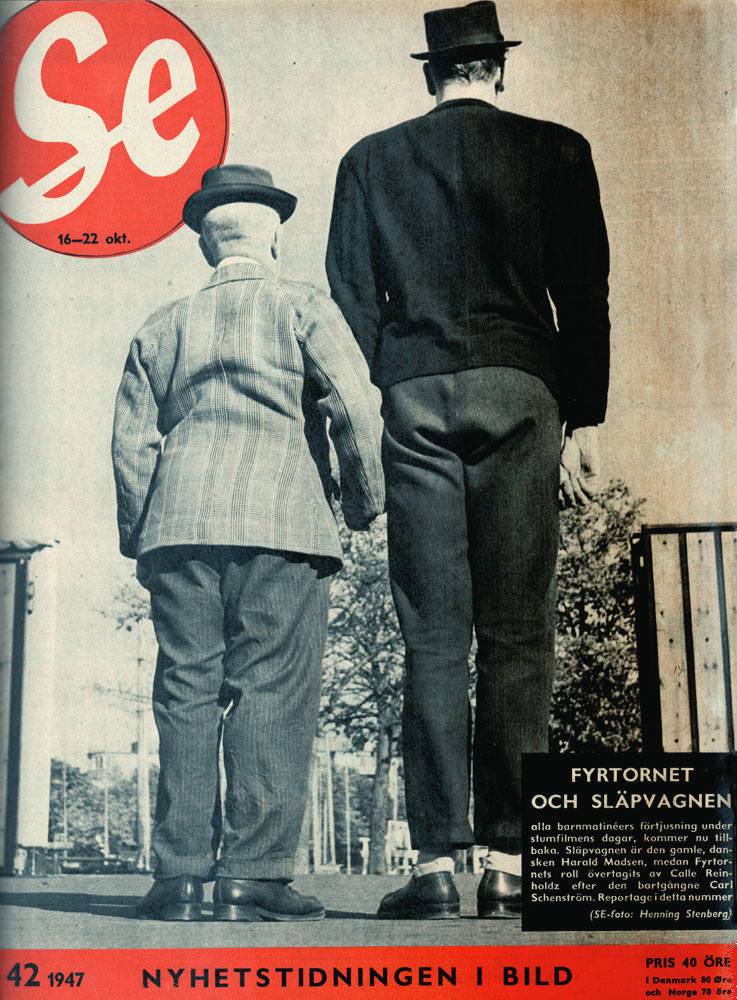
Watt en Halfwatt. Se 1947

Watt en Halfwatt (Deens: Fyrtårnet og Bivognen) is een in stomme films optredende Deens komisch duo dat in de jaren '20 van de 20e eeuw in heel Europa veel succes had met slapsticks. Alleen al tussen 1910 en 1920 maakten de beide Denen 200 films van 20 minuten. Het was in de tijd van de stomme film gebruikelijk dat een dergelijk duo in elk taalgebied met een andere naam op de affiches van de bioscopen werd opgevoerd. Omdat er geen tekst bij de film was stoorde niemand zich daaraan. De film "1000 Worte Deutsch" kwam in 1930 met geluid in de bioscoop en in 1932 maakte het duo voor het laatst een film.
De beide acteurs, de boomlange Carl Schenstrøm en de kleine Harald Madsen werden in Nederland spreekwoordelijk "Watt en Halfwatt" genoemd, waarmee ook een zeer ongelijk duo, in lengte of intellect, wordt aangeduid. De term wordt ook soms gebezigd als twee mensen samen iets proberen te doen en daarin niet slagen: "we zijn net Watt en Halfwatt".
Watt en Halfwatt werden in andere taalgebieden onder andere bekend onder de namen:
- Pat und Patachon in Duitsland,
- Fyrtårnet og Bivognen (vuurtoren en bijwagen) in Denemarken,
- Telegrafstolpen og Tilhengeren in Noorwegen en
- Long and Short in Engeland.